# En attendant Cousteau
En attendant Cousteau (în română: Așteptându-l pe Cousteau) este un album de Jean Michel Jarre, lansat în 1990. Albumul a fost dedicat lui Jacques-Yves Cousteau și a fost publicat în ziua celei de-a 80 aniversări a zilei de naștere 11 iunie 1990. Titlul albumului este o referință la piesa En attendant Godot (Așteptându-l pe Godot) de Samuel Beckett.

## Lista pieselor
1. "Calypso" – 8:24
2. "Calypso Part 2" – 7:10
3. "Calypso Part 3 (Fin de siècle)" – 6:28
4. "Waiting for Cousteau" – 46:55

## Echipa
- Jean Michel Jarre – clape
- The Amoco Renegades – steel drums
- Guy Delacroix – bass
- Christophe Deschamps – drums
- Michel Geiss – keyboards
- Dominique Perrier – keyboards